# Switch.dk
Switch.dk er et dansk web-baseret lavpris-elselskab. Selskabet blev etableret i marts 2008 og ejedes af Naturgas Fyn indtil midten af 2009 hvor det blev solgt til Nordjysk Elhandel A/S.
Switch.dk er desuden sponsor på Fionia Parks største tribune, switch.dk-tribunen, med 4.764 siddepladser.